# Premier attentat de Nyanya
Pour les articles homonymes, voir Attentat de Nyanya.
Le premier attentat de Nyanya est commis le 14 avril 2014 par Boko Haram au cours de l'insurrection djihadiste au Nigeria.

## Déroulement
L'attaque est commise dans la gare routière de Nyanya, située à cinq kilomètres au sud d'Abuja, la capitale du Nigeria. Vers 6h45, un véhicule piégé garé dans l'enceinte de la gare routière explose au milieu de nombreux civils, principalement des passagers qui se rendaient à leur lieu de travail.
Les djihadistes de Boko Haram sont les principaux suspects, leur dernière attaque à Abuja avait été commise en avril 2012, lorsqu'un kamikaze avait attaqué les locaux d'un journal. En 2011, un véhicule piégé avait explosé devant le siège des Nations unies et tué 26 personnes. Cependant l'attentat du 14 avril est le plus meurtrier jamais commis sur le territoire de la capitale du Nigeria.

## Revendication
Le 19 avril, Abubakar Shekau, chef de Boko Haram, revendique l'attentat et déclare en s'adressant à Goodluck Jonathan : « Nous sommes ceux qui ont organisé l’attentat d’Abuja. [...] Nous sommes dans votre ville mais vous ne savez pas où ».

## Bilan humain

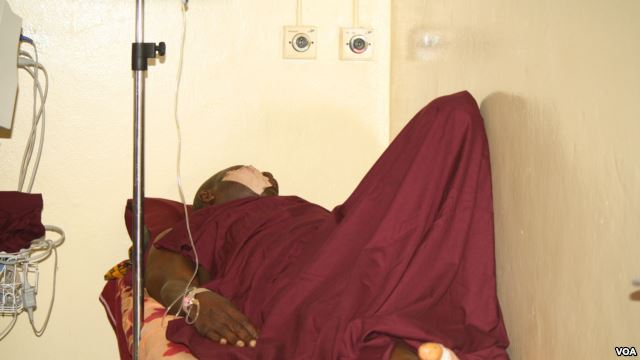
Un homme blessé pendant l'attaque se repose à l'hôpital.

Le jour même de l'attaque, Frank Mba, porte-parole de la police affirme que le bilan de l'attentat est de 71 morts et 124 blessés transportés dans les hôpitaux des environs.
Le bilan est revu à la hausse le lendemain, le ministre de Onyebuchi Chukwu annonce après avoir visité les hôpitaux que 75 personnes ont été tuées et 141 blessées.